# Soon-yi Previn
Soon-Yi Farrow Previn (Suwon, 8 ottobre 1970) è la figlia adottiva dell'attrice Mia Farrow e del direttore d'orchestra André Previn, nonché moglie del regista Woody Allen.

## Biografia
Nata in Corea del Sud, venne adottata da Mia Farrow e dal marito André Previn nel 1978 e prese il cognome di entrambi i genitori adottivi. Nel 1992 la ragazza si trovò al centro delle cronache in occasione dello scandalo che la coinvolse insieme al compagno della madre adottiva, il regista Woody Allen. Nel 1992 la Farrow e Allen si lasciarono dopo che la donna trovò a casa del regista delle fotografie di Soon-yi nuda in pose indecenti: all'epoca, Soon-yi aveva finito le scuole superiori da poco più di un anno. L'adozione di Soon-yi avvenne quando era già nella seconda infanzia sebbene all'orfanotrofio che l'ospitava non conoscessero la sua età esatta e le sue condizioni di abbandono erano tali che era quasi ridotta a uno stadio selvaggio: non conosceva nessuna lingua, mostrava paura alla vista di una bambola, nel vedere uno specchio reagiva con repulsione e tentava di calciarlo e detestava gli uomini tanto da emettere sibili appena uno si avvicinava.
Iscritta dalla Farrow a una scuola privata, mostrò disturbi di apprendimento e nonostante i grandi miglioramenti rimasero comunque le difficoltà nell'imparare e nel socializzare. All'epoca della scoperta della relazione con Allen, l'età della ragazza era stimata tra i 19 e i 22 anni, circa 35 anni meno dell'attore: la stampa ed i media suggerirono che si trattasse di incesto. In realtà, la Farrow ed Allen non si sposarono e non convissero mai, se non occasionalmente per brevissimi periodi. Dietro insistenza di lei adottarono una bambina, Dylan Farrow; ebbero poco dopo un figlio biologico, Satchel Farrow (che decise poi di cambiare nome in Ronan Farrow) ed anni dopo Allen adottò anche Moses Farrow, che era stato adottato dalla sola Mia Farrow dopo il divorzio da André Previn, mentre non adottò Soon-yi e nessun altro dei figli della Farrow.
Dopo la scoperta da parte dell'ex partner, Allen tentò prima una riconciliazione ed infine se ne andò con Soon-yi dicendo di amarla e di volerla sposare. In seguito alla separazione Allen citò in giudizio la Farrow chiedendo la custodia dei figli adottivi Dylan e Moses e del figlio biologico Satchel dando inizio una lunga e pubblica battaglia legale ma prima dell'inizio del procedimento il pediatra della figlia adottiva Dylan Farrow, di 7 anni, in seguito a una visita aveva contattato le autorità accusando Allen di abusi sessuali sulla stessa. Lo showman newyorkese, i suoi famigliari, amici e i suoi legali hanno sempre negato ogni accusa, lasciando intendere una manipolazione psicologica della madre sulla figlia ascrivendo il tutto ad una vendetta della Farrow, mentre Soon-yi, dal canto suo, accusò la madre adottiva di averla aggredita e picchiata, e di altri abusi fisici e morali.
Il giudice Elliot Wilk, incaricato di decidere dell'affidamento di Dylan, riferendosi alla presunta molestia sessuale scrisse nella sentenza: "probabilmente non sapremo mai cos'è successo il 4 agosto 1992. Le dichiarazioni credibili di Ms Farrow [...] e Mr Allen provano comunque che l'atteggiamento di Mr Allen verso Dylan è stato scandalosamente inappropriato e che misure devono essere prese per proteggerla" (va però anche notato che nella stessa sentenza, a pagina 6, si riporta il parere della psicologa Dr. Susan Coates che, interpellata nell'autunno 1990, aveva affermato che l'atteggiamento di Allen verso Dylan non le sembrava di tipo "sessuale" ma "inappropriato" per le attenzioni troppo intense ed esclusive). La custodia dei figli della coppia venne quindi concessa in esclusiva a Mia Farrow, mentre ad Allen venne negato il permesso di visitare Dylan; poté, dal quel momento, vedere Ronan, che nel 1992 aveva cinque anni, solamente sotto supervisione, mentre Moses, all'epoca quattordicenne, decise di non frequentare suo padre; successivamente ha rotto i rapporti anche con la madre, accusandola di averlo picchiato spesso, per riprendere da adulto i contatti con Allen. Dichiarò allora di non credere alle accuse di molestie alla sorella la quale, compiuti 28 anni nel 2014, aveva scritto una lettera al New York Times ribadendo le accuse al padre e difendendo la madre.
Dopo che Mia Farrow ebbe ottenuto la custodia dei figli, il pubblico ministero Frank Maco dichiarò pubblicamente nel settembre del 1993 che, d'accordo con la Farrow, nonostante avesse "prove di colpevolezza", non avrebbe perseguito Allen per le accuse di molestia sessuale per risparmiare alla ragazza, ritenenuta troppo fragile, il trauma di un simile processo. Nel 2005 Allen, nel corso di un'intervista a Vanity Fair, dichiarò che, sebbene la sua reputazione e la sua immagine fossero state danneggiate notevolmente dallo scandalo che lo vide protagonista (ovvero il matrimonio con Soon-yi), questo fu "solo uno degli eventi fortuiti, dei colpi di fortuna della mia vita [...] è stato un punto di svolta in meglio". Circa la sua relazione con la Farrow ha poi dichiarato: "Sono sicuro che ci sono delle cose che avrei dovuto fare diversamente. […] Probabilmente in retrospettiva avrei dovuto dichiarare la relazione finita prima di quanto feci".

### Matrimonio con Allen

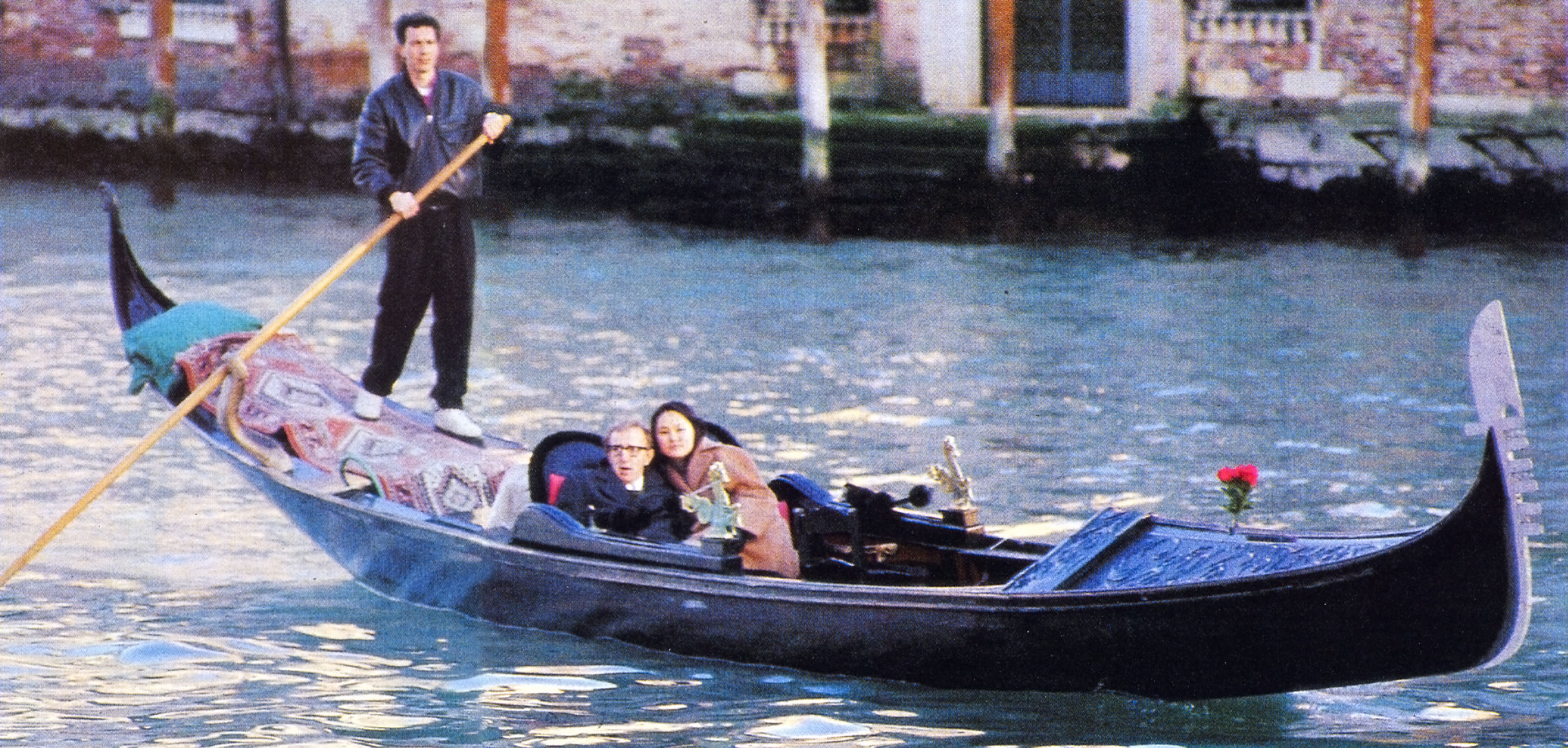
Woody Allen e Soon-yi Previn a Venezia

Soon-Yi e Allen si sono sposati il 22 dicembre 1997 a Palazzo Cavalli-Franchetti a Venezia, città da lui molto amata; successivamente hanno adottato due bambine di origini coreane.

## Filmografia
- Hannah e le sue sorelle (Hannah and Her Sisters), regia di Woody Allen (1986)
- Storie di amori e infedeltà (Scenes from a Mall), regia di Paul Mazursky (1991)